# Széchy (Adelsgeschlecht)

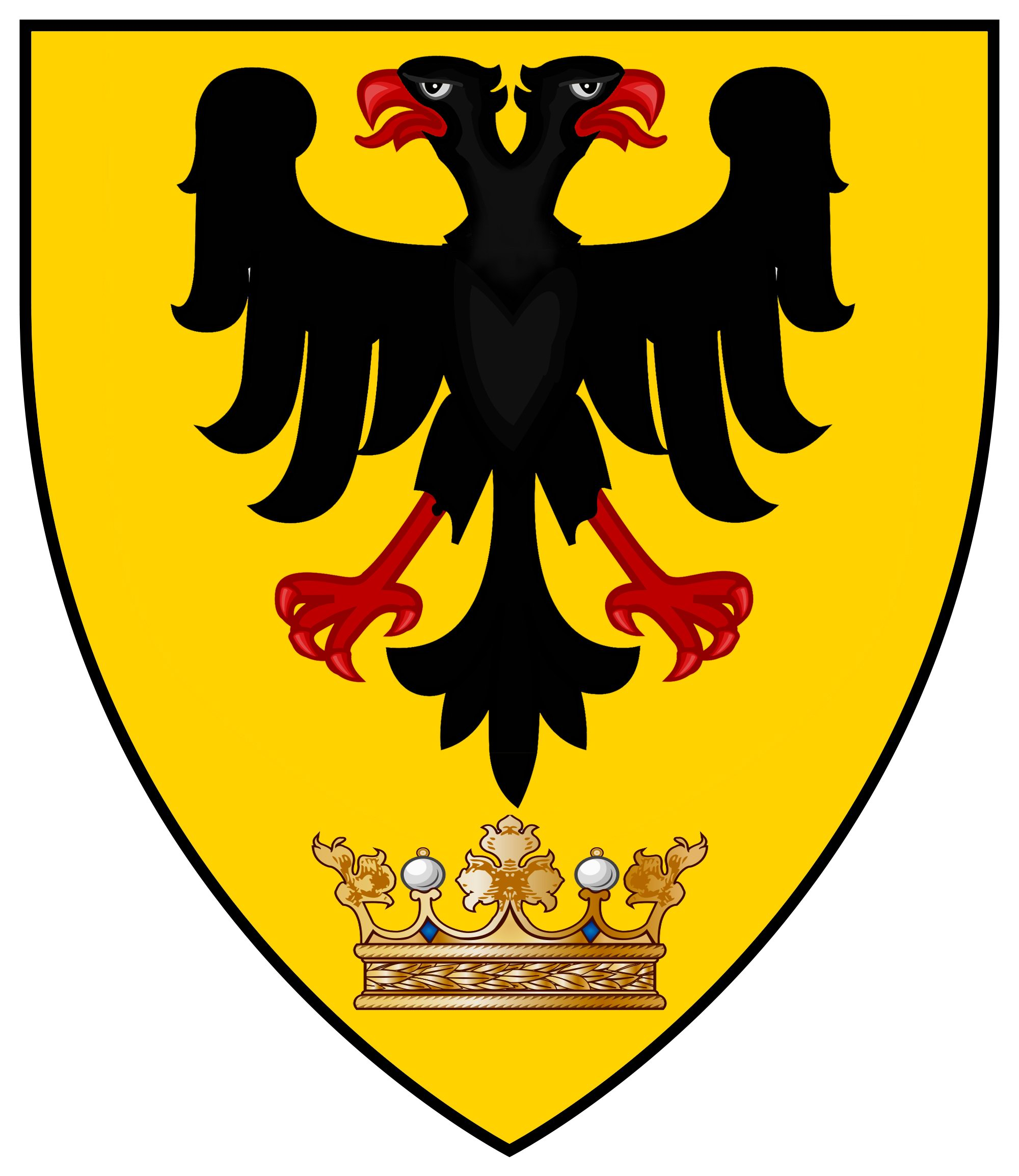
Wappen der Széchy

Széchy ist der Name eines alten, bedeutenden ungarischen Adelsgeschlechts. Der Ursprung der Familie lässt sich bis in das 13. Jahrhundert zurückverfolgen.

## Familiengeschichte
Namen von Angehörigen der Magnatenfamilie Széchy (teilweise auch Szécsi geschrieben) tauchen urkundlich erstmals im Jahre 1214 auf. Mit Peter Széchy de Rimaszécs, Herr auf Oberlimbach/Felsőlendva und Obergespan des Komitats Eisenburg/Vas, stirbt das Geschlecht im Jahre 1685 aus.

## Namensträger
- Peter Széchy (Péter, † um 1333/36), de Felsőlendva, Obergespan des Komitats Neograd.
- Nikolaus Széchy (Miklós † 1387) Palatin im Königreich Ungarn.
- Nikolaus Széchy (Miklós, † nach 1457), Obergespan des Komitats Eisenburg.
- Dionysius Széchy (Dénes, † 1465), Erzbischof von Gran/Esztergom.
- Thomas Széchy (Tamás, um † 1526), Obergespan des Komitats Eisenburg.
- Andreas Széchy (András, * 1294, † 1356), 1320–1356 Bischof von Siebenbürgen.
- Maria Széchy (Mária, * 1610,  † 1679), als die „Venus von Muran“ bekannt.